# Bracon (Jura)
Bracon település Franciaországban, Jura megyében. Lakosainak száma 355 fő (2022. január 1.). Bracon Salins-les-Bains, Chaux-Champagny, Ivory és Pretin községekkel határos.

## Népesség
A település népességének változása:
| Lakosok száma | 266  | 330  | 355  | 295  | 271  | 267  | 273  | 268  | 268  | 355  |
|               | 1968 | 1982 | 1990 | 2006 | 2013 | 2015 | 2017 | 2019 | 2020 | 2022 |